# 奎宿增一
仙女座28，又名BD+28 75，HD 2628、SAO 74041、HR 114，是仙女座的一颗恒星，视星等为5.23，位于銀經117.42，銀緯-32.89，其B1900.0坐标为赤經0h 24m 50.6s，赤緯+29° -32.89′ 1″。